# Portola
Portola is een plaats (city) in de Amerikaanse staat Californië, en valt bestuurlijk gezien onder Plumas County.

## Demografie
Bij de volkstelling in 2000 werd het aantal inwoners vastgesteld op 2227.
In 2006 is het aantal inwoners door het United States Census Bureau geschat op 2188, een daling van 39 (-1,8%).

## Geografie
Volgens het United States Census Bureau beslaat de plaats een oppervlakte van
5,8 km², geheel bestaande uit land. Portola ligt op ongeveer 1794 m boven zeeniveau.

## Plaatsen in de nabije omgeving
De onderstaande figuur toont nabijgelegen plaatsen in een straal van 16 km rond Portola.

## Geboren
- Richard Poe (1946), acteur